# Antônio Henriques Rabelo
Antônio Henriques Rabelo (Fortaleza, 1792 — Recife, 5 de julho de 1817) foi um militar e revolucionário brasileiro. Tenente da artilharia do regimento do Recife, foi um dos líderes e mártires da Revolução Pernambucana.
Pelo seu envolvimento na insurreição de 1817, foi condenado à morte por crime de lesa-majestade. Enforcado, teve o seu corpo morto esquartejado: as mãos foram cortadas e a cabeça decepada ficou presa em um poste. Seus restos foram arrastados pelas ruas do Recife à cauda de cavalo.

## Biografia
Antônio Henriques Rabelo Pereira nasceu em Fortaleza na então Capitania Geral de Pernambuco (hoje capital do estado do Ceará) no ano de 1792. Mudou-se para o Recife na infância. Recebeu esmerada educação.
Pelo seu envolvimento na Revolução Pernambucana de 1817, foi condenado à morte por crime de lesa-majestade. No dia 5 de julho de 1817, aos 25 anos, subiu ao patíbulo no Recife. Enforcado, teve o seu corpo morto esquartejado: as mãos foram cortadas e a cabeça decepada ficou presa em um poste. Seus restos foram arrastados pelas ruas à cauda de cavalo até o cemitério de Santo Antônio, onde foi sepultado.